# Шовире-ле-Вьей
Шовире́-ле-Вьей (фр. Chauvirey-le-Vieil) — коммуна во Франции, находится в регионе Франш-Конте. Департамент — Верхняя Сона. Входит в состав кантона Витре-сюр-Манс. Округ коммуны — Везуль.
Код INSEE коммуны — 70144.

## География
Коммуна расположена приблизительно в 280 км к юго-востоку от Парижа, в 65 км севернее Безансона, в 35 км к северо-западу от Везуля.
Вдоль северной границы коммуны протекает река Ужот.

## Население
Население коммуны на 2010 год составляло 32 человека.
| 1962 | 1968 | 1975 | 1982 | 1990 | 1999 | 2010 |
| ---- | ---- | ---- | ---- | ---- | ---- | ---- |
| 46   | 41   | 31   | 36   | 41   | 37   | 32   |

## Администрация
| Период | Период | Фамилия        | Партия | Примечания |
| ------ | ------ | -------------- | ------ | ---------- |
| 1957   | 1983   | Марсель Меньер |        |            |
| 1983   | 1989   | Марсель Дегорс |        |            |
| 1989   | 2014   | Серж Ришар     |        |            |

## Экономика

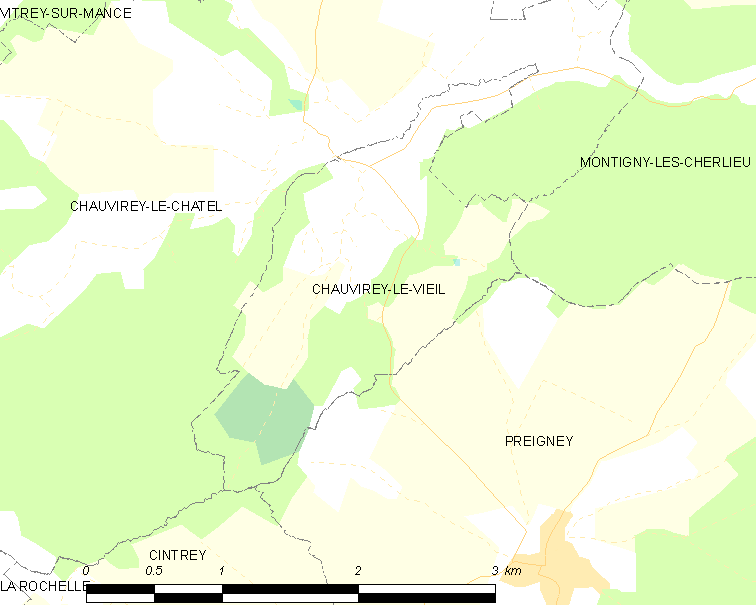
Карта коммуны

В 2010 году среди 17 человек трудоспособного возраста (15—64 лет) 12 были экономически активными, 5 — неактивными (показатель активности — 70,6 %, в 1999 году было 50,0 %). Из 12 активных жителей работали 12 человек (7 мужчин и 5 женщин), безработных не было. Среди 5 неактивных 1 человек был учеником или студентом, 1 — пенсионером, 3 были неактивными по другим причинам.